# ドゥドゥ・アワット
ドゥドゥ・アワット(Dudu Aouate)ことダヴィド・アワット（David Aouate, 1977年10月17日 - ）は、イスラエル・ナザレ出身の元サッカー選手。イスラエル代表であった。現役時代のポジションはGK。アワト、アワーテなどと表記されることもある。

## 経歴
2003年7月17日、スペインのラシン・サンタンデールに移籍した。フランス国籍を取得していたために外国人枠に含まれず、契約は速やかに行われた。2003-04シーズンはリカルド・ロペス・フェリペの控えであったが、2004年にリカルドがマンチェスター・ユナイテッドに復帰したため2004-05シーズンはレギュラーの座をつかんだ。
2006年8月9日、4年契約でデポルティーボ・ラ・コルーニャに完全移籍した。デポルティーボからはペドロ・ムニティス（完全移籍）とルベン・カストロ（レンタル移籍）とモモ（レンタル移籍）がラシンに移り、ラシンからはアワットの他にアントニオ・トマス（完全移籍）とセルヒオ・カナレス（50%の権利譲渡）がデポルティーボに移った。2006-07シーズンには全38試合に出場し、ドン・バロンのリーグ最優秀選手賞の8位にランクインした。
2007年以降はグスタボ・ムヌアとポジション争いを繰り広げていたが、2008年1月11日に当時正GKだったムヌアと殴り合いの喧嘩をして全治8週間の怪我を負うとともに、両者はクラブから謹慎処分を言い渡された。アワットは前日に、ムヌアが正GKであることを疑問視するような発言をしていた。
2008-09シーズンは、アスレティック・ビルバオから移籍してきたダニエル・アランスビアが正GKに君臨し、控えはムヌアが務めていたため実質戦力外となっていた。スポルティング・ヒホンやRCDマジョルカなどが獲得に名乗りを上げ、2008年12月29日に移籍金100万ユーロの2年契約でマジョルカに加入した。2009年1月8日のコパ・デル・レイ・UDアルメリア戦でデビューし、1月12日のレアル・マドリード戦でリーグデビューした。ミゲル・アンヘル・モジャが負傷し、ヘルマン・ルクスもプレーが安定せずに正GKが定まっていなかったマジョルカにおいてすぐさまポジションを獲得し、2008-09シーズンは14試合に出場した。2009年末、CAオサスナ戦中に相手サポーターからa murderer（人殺し）という悪質なチャントを受けた。スペインサッカー連盟はただちに調査に乗り出し、アワットがパレスチナ問題に絡んだチャントを受けるのが2度目であることを明らかにした。
2014年8月、現役引退を発表した。

## 所属クラブ
- マッカビ・ハイファFC 1995-1997

→ ハポエル・ナザレFC 1995-1996 (Loan)
- マッカビ・テルアビブFC 1997-1998
- ハポエル・ハイファFC 1998-2001
- マッカビ・ハイファFC 2001-2003
- ラシン・サンタンデール 2003-2006
- デポルティーボ・ラ・コルーニャ 2006-2008.12
- RCDマヨルカ 2009.1-2014

## タイトル
ハポエル・ハイファFC
- イスラエル・プレミアリーグ 1998-1999
- トトカップ 2000-2001

 マッカビ・ハイファFC
- イスラエル・プレミアリーグ 2001-2002
- トトカップ 2001-2002